# ニック・カッツ
ニコラス・マイケル・カッツ（Nicholas Michael Katz, 1943年12月7日 - ）は、アメリカ合衆国の数学者。通り名はニック・カッツといい、専門は数論幾何学、特にP進数、モノドロミーとモジュライ空間および数論に取り組む。プリンストン大学の数学教授と、数学の学術誌『Annals of Mathematics』編集長を務める。

## 経歴
カッツはジョンズ・ホプキンズ大学（1964年学士号）とプリンストン大学 (1965年修士号) を卒業すると、指導教授バーナー・ドワークについて論文『On the Differential Equations Satisfied by Period Matrices』 (周期行列によって満たされる微分方程式) を提出し、1966年にプリンストン大学より博士号を授与された。
1968年に同学の講師職につき、助教授、准教授 (1971年) を経て1974年に教授に昇進する。数学学部の職員委員長を任ぜられた (2002年から2005年まで)。学外で客員研究員となった施設にミネソタ大学ツインシティー校、京都大学、パリ第6大学、プリンストン高等研究所、IHES高等研究所ほかがある。数学者で暗号学者のニール・コブリッツは、カッツの論文指導学生の1人である。

### 編集長歴
2004年以来、数学の学術誌『数学年報』(Annals of Mathematics) 編集長を務めている。

### 大きな功績
張益唐の論文「隣り合った素数の組には隔たりが7千万以下のものが無数組存在する」をアクセプトさせたことで話題となった。

### 栄誉歴
グッゲンハイム・フェローは1968年から1969年、1975年から1976年、1987年から1988年に選ばれ、その間にNATOでポストドクターフェローとして研究する (1971年–1972年スローン研究基金より受給)。国際数学者会議の招待講演者として「p進L関数、Serre-Tate局所モジュライ、微分方程式の解の比率」(1978年ヘルシンキ)、「代数幾何学の規則性定理」(1970年ニース) を発表した。
2003年からアメリカ芸術科学アカデミー、2004年から米国科学アカデミーのそれぞれ会員である。

### 受賞歴
『アメリカ数学会紀要』に発表した「ゼータ関数と対称性のゼロ」に対して、共著者ピーター・サルナックと共に同学会（AMS）レヴィ・L・コナント賞を贈られた (2003年)。2023年スティール賞生涯の業績部門受賞。

## 主な著作

### 単著
- "Gauss sums, Kloosterman sums, and monodromy groups." Annals of Mathematical Studies プリンストン大学出版局、1988年。
- "Exponential sums and differential equations." Annals of Mathematical Studies プリンストン大学出版局、1990年[6]
- "Rigid Local Systems." Annals of Mathematical Studies プリンストン大学出版局、1996年。
- "Twisted {\displaystyle L}-functions and Monodromy." Annals of Mathematical Studies プリンストン大学出版局、2002年。
- "Moments, Monodromy, and Perversity. A Diophantine Perspective." Annals of Mathematical Studies プリンストン大学出版局、2005年。ISBN 0691123306[7]
- "Convolution and equidistribution: Sato-Tate theorems for finite-field Mellin transforms." Annals of Mathematical Studies プリンストン大学出版局、2012年[8]

### 共著
- バリー・メイザーと : Arithmetic Moduli of elliptic curves. プリンストン大学出版局、1985年。
- ピーター・サルナックと : Random Matrices, Frobenius Eigenvalues, and Monodromy. AMS Colloquium publications 1998年、 ISBN 0821810170。
- サルナックと : "Zeroes of zeta functions and symmetry". Bulletin of the AMS 第36巻、1999年、S.1-26。